# 高橋義行
高橋 義行（たかはし よしゆき）は、名古屋大学医学部教授。専門は神経芽腫（神経芽細胞腫）、造血幹細胞移植などの小児血液医学。

## 人物
教授職
2016年10月より、前任の小島勢二教授 (現・名古屋大学名誉教授、名古屋小児がん基金代表理事) より教授職を受け継いだ。これにより高橋は名古屋大学小児科第8代教授に就任した。
研究
教授職就任後は白血病のCAR-T療法の開発により、国際的な薬事承認を受け、白血病治療の最先端となった。